# SummerSlam (2020)
SummerSlam 2020 fue la trigésima tercera edición de SummerSlam, un evento pago por visión de lucha libre profesional realizado por la WWE. Tuvo lugar el 23 de agosto de 2020 en el Amway Center en Orlando, Florida.
El evento fue programado originalmente para tener lugar en el TD Garden en Boston, Massachusetts. pero debido a la pandemia de COVID-19, el alcalde de Boston, Marty Walsh, anunció la suspensión de todas las reuniones a gran escala y que no se emitiría ningún permiso para un evento que podría atraer a una gran cantidad de personas antes del 7 de septiembre. Desde mediados de marzo, WWE ha presentado la mayoría de sus programas desde el WWE Performance Center en Orlando sin la asistencia de fanáticos debido a la pandemia. Con el traslado al Amway Center, SummerSlam fue el primer evento importante de la WWE que se llevó a cabo fuera del Performance Center, aunque todavía sin fanáticos físicamente presentes; en cambio, los fanáticos pudieron asistir y ser vistos virtualmente en tableros LED en el lugar a través de una nueva experiencia llamada ThunderDome.

## Producción
SummerSlam es un pago por visión anual, producido cada agosto por WWE desde 1988. Apodado «The biggest party of the summer», («La fiesta más grande del verano»), es uno de los cuatro pago por visión originales de la promoción, junto con WrestleMania, Royal Rumble y Survivor Series, apodados los «Big Four» («Cuatro grandes»). Se considera el segundo evento más grande de WWE del año detrás de WrestleMania.

### Impacto de la pandemia COVID-19
Debido a la pandemia de COVID-19, la WWE ha tenido que presentar la mayoría de su programación del WWE Performance Center en Orlando, Florida, desde mediados de marzo, sin asistencia, aunque a fines de mayo, la promoción comenzó a usar aprendices del Performance Center para servir como audiencia en vivo, que se expandió a amigos y familiares de los luchadores a mediados de junio. SummerSlam, así como el evento NXT TakeOver de la noche anterior, estaban originalmente programados para tener lugar en Boston, Massachusetts, en el TD Garden. El 8 de mayo, la pandemia en curso obligó al alcalde de Boston, Marty Walsh, a suspender todas las reuniones a gran escala hasta el 7 de septiembre, cancelando efectivamente los eventos planeados por la WWE en la ciudad.
El periodista de lucha libre Dave Meltzer informó que la promoción estaría abierta a trasladar SummerSlam a septiembre si eso significaba tener fanáticos presentes. Sin embargo, un anuncio que se emitió durante The Horror Show en Extreme Rules confirmó que SummerSlam todavía se llevaría a cabo el 23 de agosto, pero sin ninguna referencia a una ciudad o lugar. Aunque Pro Wrestling Insider había informado que el evento se llevaría a cabo en el WWE Performance Center, la promoción emitió una declaración oficial el 23 de julio de que el anuncio de una nueva ubicación se realizaría próximamente. WWE también declaró que los reembolsos se emitirían en el punto de compra original. Pro Wrestling Insider luego informó que WWE estaba buscando organizar SummerSlam en un crucero o en una playa.
El 17 de agosto, se hizo oficial que SummerSlam tendría lugar en el Amway Center, un lugar más grande que el Performance Center, también ubicado en Orlando. Esto convierte a SummerSlam en el primer gran evento de la WWE que se realiza fuera del Performance Center desde marzo. WWE también llegó a un acuerdo con el Amway Center en el que todas las transmisiones futuras de Raw, SmackDown y eventos  de pago por visión se llevarían a cabo en el lugar «en el futuro previsible». Junto con la mudanza, WWE se asoció con la compañía de servicios completos de experiencia para fanáticos The Famous Group para brindar una «experiencia virtual para fanáticos», denominada «ThunderDome», que se vio por primera vez con el episodio del 21 de agosto de SmackDown. Se utilizaron drones, láseres, pirotecnia, humo y proyecciones para hacer que las entradas de los luchadores fueran «mejores que WrestleMania», según el vicepresidente ejecutivo de producción televisiva de WWE, Kevin Dunn, quien señaló además que «ahora podemos hacer cosas de producción que nunca podríamos hacer de otra manera». También instalaron casi 1000 tableros LED en el Amway Center para permitir filas de fanáticos virtuales, que podrían registrarse para un asiento virtual gratuito. El audio de la arena también se mezcló con el de los fanáticos virtuales para que se pudieran escuchar los cánticos de los fanáticos.

## Antecedentes
En el episodio del 27 de julio de Raw, Randy Orton enumeró muchos de sus logros antes de declarar que quería ganar el Campeonato de la WWE nuevamente. Luego lanzó un desafío al campeón Drew McIntyre por un combate por el título en SummerSlam. Más tarde esa noche, McIntyre aceptó el desafío de Orton y luego derrotó a Dolph Ziggler en un Extreme Rules match en una revancha de The Horror Show en Extreme Rules, evitando que Ziggler ganara la oportunidad por el título. Después del combate, Orton atacó a McIntyre con un RKO.
El episodio del 20 de julio de Raw, Andrade & Angel Garza perdieron ante los Campeones en Parejas de Raw The Street Profits (Angelo Dawkins & Montez Ford). La siguiente semana se pactó un combate entre Andrade & Garza, The Viking Raiders, y Cedric Alexander & Ricochet, donde Andrade y Garza ganaron una oportunidad titular en SummerSlam. 
Después de que el Campeón de los Estados Unidos Apollo Crews rechazara repetidamente las ofertas de MVP para unirse a su facción, los dos tuvieron una lucha no titular en el episodio del 29 de junio de Raw, que fue ganada por MVP. Después de la lucha, Crews fue atacado por Bobby Lashley. La semana siguiente, MVP reveló un nuevo diseño del cinturón del Campeonato de los Estados Unidos y declaró que enfrentaría a Crews por el título en The Horror Show at Extreme Rules. En el evento, sin embargo, Crews no pudo competir debido a fallar su examen físico previo al combate debido al ataque de Lashley. MVP luego se declaró ganador por abandono y extraoficialmente se autoproclamó como el nuevo Campeón de los Estados Unidos. Crews, portando el antiguo cinturón del campeonato, regresó en el episodio del 3 de agosto de Raw, donde se enfrentó formalmente a MVP en un combate por el título, donde Crews retuvo. Al celebrar su victoria, Crews declaró más tarde en una entrevista tras bastidores que les daría el cinturón viejo a sus hijos, mientras él mantendría el nuevo cinturón presentado por MVP. MVP luego exigió una revancha para SummerSlam y Crews aceptó. En el episodio del 17 de agosto, Crews derrotó a miembro de la facción de MVP Shelton Benjamin, lo que prohibió a Benjamin y Lashley estar en el ringside durante el combate por el título en SummerSlam, que fue programado para el pre-show de Kickoff.
Después de varias semanas de Seth Rollins atormentando y burlándose de Rey Mysterio, los dos finalmente se enfrentaron en The Horror Show en Extreme Rules en un Eye for an Eye match, en el que un oponente tenía que extraer un ojo del otro (kayfabe) para ganar el combate; Rollins ganó el combate. El hijo de Mysterio, Dominik, apareció en el episodio del 27 de julio de Raw para confrontar a Rollins y su discípulo Murphy por las acciones de Rollins, así como del hecho de que Rollins se regocijara al respecto. Aunque Dominik atacó a Rollins y Murphy, finalmente dominaron a Dominik hasta que Aleister Black salió en ayuda de Dominik. Sin embargo, la pelea resultó en que Murphy hiriera el ojo de Black usando la esquina de los escalones de acero (kayfabe). La semana siguiente, Dominik desafió a Rollins a un combate en SummerSlam. Más tarde, después de que Rollins y Murphy se burlaran del comentarista Tom Phillips (lo que llevó al comentarista Samoa Joe a defender a Phillips), ambos fueron atacados por detrás por Dominik con un palo de kendo. Un iracundo Rollins aceptó el desafío de Dominik. Durante la firma del contrato la semana siguiente, en la que Dominik también firmó un contrato para convertirse oficialmente en luchador de la WWE, Rollins declaró que Dominik podía usar cualquier tipo de arma que quisiera. Después de que Rollins derrotó a Humberto Carrillo, Rollins y Murphy atacaron brutalmente a Dominik con palos de kendo. Su combate de SummerSlam se convirtió más tarde en un Street Fight.
En The Horror Show at Extreme Rules, la lucha por el Campeonato Femenino de Raw entre Sasha Banks y la campeona defensora Asuka terminó en controversia cuando Asuka escupió inadvertidamente green mist en la cara del árbitro, lo que llevó a Bayley, quien estaba en la esquina de Banks, a quitarle la camisa al árbitro y realizar el conteo de tres, por lo que Banks se autoproclamó ganadora. La noche siguiente en Raw, la directora de marca de la WWE, Stephanie McMahon, declaró que ni Banks ni Asuka ganaron en Extreme Rules y anunció una revancha entre las das para la semana siguiente en un combate en el que el título podría ganarse por cuenta de tres, rendición, descalificación o cuenta fuera. Durante el combate que siguió, Bayley atacó a la compañera de equipo de Asuka, Kairi Sane, tras bastidores. Asuka abandonó el combate para comprobar cómo estaba Sane, lo que la hizo perder por conteo, por lo que Banks ganó el título por quinta vez. En el episodio del 3 de agosto, Asuka exigió una revancha por el título, sin embargo, Banks declaró que tenía que derrotar a Bayley para ganar el combate en SummerSlam, lo que Asuka hizo la semana siguiente. En el SmackDown de ese viernes, como Bayley no tenía rival por su Campeonato Femenino de SmackDown en SummerSlam, Stephanie anunció una battle royal para la semana siguiente, con luchadoras de Raw, SmackDown y NXT, con la ganadora enfrentando a Bayley en el evento. Asuka fue una participante sorpresa y ganó la battle royal, por lo que Asuka fue programada para enfrentarse tanto a Bayley como a Banks en combates individuales por sus respectivos títulos. En el episodio del 21 de agosto de SmackDown, tanto Banks como Bayley se enfrentaron a Naomi en un Beat the Clock Challenge para determinar el orden de sus respectivas defensas de título contra Asuka con la perdedora defendiendo primero; Banks derrotó a Naomi, quien a su vez derrotó a Bayley.
En Money in the Bank, Braun Strowman retuvo el Campeonato Universal de la WWE ante Bray Wyatt, quien luchó como su personaje de la Firefly Fun House. Después de estar ausente por unas semanas, Wyatt regresó en el episodio del 19 de junio de SmackDown, pero fue interrumpido por Strowman. Wyatt declaró que su rivalidad apenas comenzaba, antes de aparecer como su antigua personalidad de líder cultista de The Wyatt Family, a la que anteriormente perteneció Strowman y con la que realizó su debut en WWE. Esto llevó a una lucha llamada Wyatt Swamp Fight en The Horror Show at Extreme Rules donde el título de Strowman no estuvo en juego, en donde Wyatt, luchando como su antigua persona de líder cultista, derrotó a Strowman, quien desapareció en algún lugar del pantano. Cuando Wyatt trató de salir él mismo, fue empujado de nuevo al agua, solo para que apareciera su alter ego The Fiend. En el siguiente SmackDown, Wyatt declaró que su antigua persona de líder cultista había terminado por ahora y que The Fiend había sido desatado. La semana siguiente, Wyatt dijo que The Fiend quería el Campeonato Universal y que nadie estaría a salvo hasta que lo consiguiera, lo que se hizo evidente más tarde esa noche cuando The Fiend atacó a Alexa Bliss, la antigua compañera de equipo de Strowman de la primera temporada de Mixed Match Challenge. En el episodio del 7 de agosto, The Fiend intentó atacar a Bliss nuevamente, quien aparentemente mostró atracción por The Fiend, lo que hizo que retrocediera. Strowman luego apareció en el TitanTron diciendo que no le importaba Bliss y que emergió como un monstruo del pantano. Strowman luego aceptó el desafío de The Fiend por el Campeonato Universal en SummerSlam. La semana siguiente, Strowman cambió a heel al atacar a Bliss para atraer a The Fiend, quien apareció en el ring para confrontar a Strowman. En Talking Smack el 22 de agosto, la estipulación se cambió a un Falls Count Anywhere match.
A principios de 2020, comenzó un romance entre Mandy Rose y Otis. Estaban programados para tener una cita de Día de San Valentín, sin embargo, Dolph Ziggler llegó primero, robándose la cita con Rose. Antes de WrestleMania 36, se reveló que la compañera de equipo de Rose, Sonya Deville, había conspirado con Ziggler para sabotear la cita enviando un mensaje de texto a Otis haciéndose pasar por Rose diciéndole que Rose llegaba tarde. Otis luego derrotó a Ziggler en el evento con la ayuda de Rose, quien también atacó a Deville. Rose luego entró en una rivalidad de meses con Deville, quien afirmó que Rose era pura apariencia y no talento. Esto culminó en el episodio del 31 de julio de SmackDown, donde Deville atacó a Rose detrás del escenario y le cortó un poco de cabello. Rose, que ahora lucía el pelo más corto, desafió a Deville a un combate Hair vs. Hair match en SummerSlam, que Deville aceptó. La semana siguiente, Rose cambió de opinión, diciendo que pensaba que todavía había algo bueno en Deville y pidió dejar atrás su rivalidad. En cambio, Deville subió las apuestas y cambió la estipulación de su combate a un No Disqualification Loser Leaves WWE match en el que la perdedora abandonaría la WWE.

## Resultados
- Kick-Off: Apollo Crews derrotó a MVP y retuvo el Campeonato de los Estados Unidos (6:40).[36][37]
  - Crews cubrió a MVP después de un «Spin-Out Powerbomb».
  - Bobby Lashley & Shelton Benjamin tenían prohibido estar en la esquina de MVP.
- Bayley (con Sasha Banks) derrotó a Asuka y retuvo el Campeonato Femenino de SmackDown (11:35).[38][39]
  - Bayley cubrió a Asuka con un «Roll-Up».
  - Durante la lucha, Banks interfirió a favor de Bayley.
  - Después de la lucha, Banks & Bayley atacaron a Asuka.
- The Street Profits (Angelo Dawkins & Montez Ford) derrotaron a Andrade & Angel Garza (con Zelina Vega) y retuvieron el Campeonato en Parejas de Raw (7:50).[38][40]
  - Ford cubrió a Garza después de un «Frog Splash».
  - Durante la lucha, Vega interfirió a favor de Andrade y Garza.
- Mandy Rose derrotó a Sonya Deville en un No Disqualification Loser Leaves WWE Match (10:05).[38][41]
  - Rose cubrió a Deville después de un «Kiss the Rose».
  - Después de la lucha, Otis salió a celebrar con Rose.
  - Como resultado, Deville tuvo que abandonar WWE.
- Seth Rollins (con Murphy) derrotó a Dominik Mysterio (con Rey Mysterio) en un Street Fight (22:35).[38][42]
  - Rollins cubrió a Dominik después de un «Curb Stomp».
  - Durante la lucha, Murphy interfirió a favor de Rollins, mientras que Rey interfirió a favor de Dominik.
  - Esta fue la primera lucha de Dominik en WWE
- Asuka derrotó a Sasha Banks (con Bayley) y ganó el Campeonato Femenino de Raw (11:25).[38][43]
  - Asuka forzó a Banks a rendirse con un «Asuka Lock».
  - Durante la lucha, Bayley interfirió a favor de Banks.
- Drew McIntyre derrotó a Randy Orton y retuvo el Campeonato de la WWE (20:35).[38][44]
  - McIntyre cubrió a Orton después de revertir un «RKO» en un «Backslide Pin».
- "The Fiend" Bray Wyatt derrotó a Braun Strowman en un Falls Count Anywhere Match y ganó el Campeonato Universal de la WWE (12:00).[38][45]
  - Wyatt cubrió a Strowman después de dos «Sister Abigail» sobre la madera expuesta del ring.
  - Después de la lucha, Roman Reigns hizo su regreso atacando a ambos.